# Zeitschrift für anorganische und allgemeine Chemie
Zeitschrift für anorganische und allgemeine Chemie (Jornal de Química Geral e Inorgânica) é um periódico científico que lida com química inorgânica, e é publicado pela Wiley-VCH.
Jornal de Química Inorgânica e Geral
ZAAC é uma revista científica internacional que publica artigos originais sobre os novos resultados de pesquisas relevantes em todas as áreas de química inorgânica, química do estado sólido e química de coordenação.
As contribuições refletem as últimas descobertas nestas áreas de investigação e servir ao desenvolvimento de novos materiais, tais como materiais super-duros, os supercondutores elétricos ou compostos intermetálicos. E actualização de métodos físicos para a caracterização de novos compostos químicos e os materiais também são descritos.
O fator de impacto da publicação é 1,251 (2013).